# Bartsia jujuyensis
Bartsia jujuyensis là loài thực vật có hoa thuộc họ Cỏ chổi. Loài này được Cabrera & Botta mô tả khoa học đầu tiên năm 1992.